# 7. Königlich Bayerische Kavallerie-Brigade
Die 7. Kavallerie-Brigade war ein Großverband der Bayerischen Armee, der während des Ersten Weltkriegs in Siebenbürgen aufgestellt wurde. Sie war 1916 Teil der 3. Kavallerie-Division und stand im Januar 1917 an der Putna (Moldauischer Kriegsschauplatz). Im März 1918 operierte sie im Rahmen der 2. Kavallerie-Division als Besatzungskraft in der östlichen Ukraine.

## Geschichte

### 1916/17
Die Brigade wurde am 26. Mai 1916 aufgestellt. Ihr unterstanden das 4. und 5. Chevaulegers-Regiment.
Die schwierige Lage der Achsenmächte ausnutzend fiel Rumänien Anfang September 1916 in Siebenbürgen ein. Zur Abwehr wurde die Brigade mit dem 1. Königlich Sächsische Husaren-Regiment „König Albert“ Nr. 18 zur 3. Kavallerie-Division zusammengefasst und unverzüglich auf das Hügelgelände ostwärts Hermannstadt geworfen. Dort wehrte die Brigade am 10. September drei rumänische Bataillone ab, die durch ihre Artillerie flankierend unterstützt wurde. Am 26. September befand sie sich auf dem Anmarsch, als sie beim Oberlauf des Alt von Teilen der rumänischen 2. Armee in der Flanke angegriffen wurde. Die Brigade warf sich den weit überlegenen Feind entgegen und täuschte ihn mehrere Tage über die eigenen zahlenmäßige Unterlegenheit, so dass die Schlacht um Hermannstadt durch die Infanterie der 9. Armee erfolgreich geschlagen werden konnte. Am 30. September 1916 nahm sie bei der Verfolgung der rumänischen Truppen über die Gebirgszüge teil und zersprengte dabei ein rumänisches Reiterregiment. Während die Divisionen der 9. Armee nach Osten vorstießen, verlegte die 3. Kavallerie-Division am 7. Oktober an die Nordflanke der Armee und trieb die Reste der rumänischen Truppen über die Grenzpässe zurück.
Anfang November 1916 wurde die Brigade nach Kronstadt verlegt und erhielt am 2. die Bezeichnung „Deutsch-Siebenbürgische Kavallerie-Brigade“. Anfang Dezember 1916 wurde sie zwischen Törzburger Pass und Predeal-Pass eingesetzt, wo sie eine bedeutende Stellung erstürmte. Nach Einnahme des Altschanzpasses wurde die Brigade von einer preußischen Infanterie-Division abgelöst und verlegte bis 7. Dezember in die Ebenen der Walachei südostwärts Ploesti. An der rechten Flanke der 12. Infanterie-Division drängte sie die russisch-rumänischen Truppen bis 15. Dezember 1916 über den Buzaul, bis Ende des Jahres bis an die Putna zurück.

### 1918/19
Während für Große Schlacht in Frankreich die Masse der bayerischen Verbände nach Westen verlegt wurden, blieb die Brigade im Osten. Sie marschierte zusammen mit der 4. Kavallerie-Brigade zunächst in die Ukraine. Im Kampf gegen bolschewistische Revolutionäre kam die Brigade über Kiew (11. März 1918), Poltawa (29. März) und Charkow (8. April) bis an die Bahnlinie Rostow-Moskau bei Konstantinowka (9. Mai). Im Juni 1918 kehrte sie wieder nach Kowno und Wolhynien zurück. Im August 1918 wurde die Brigade nach Tiflis, die Hauptstadt des neu gegründeten Staates Georgien, in Marsch gesetzt. Nach dem Waffenstillstand musste sie sich mit Gewalt hunderte Kilometer durch zum Teil sehr feindlich gesinnte Staaten durchschlagen. Sie erreichte die Heimat erst im Frühjahr 1919, wo die Brigade demobilisiert und anschließend aufgelöst wurde.

## Kommandeure
| Dienstgrad     | Name                                    | Datum                            |
| -------------- | --------------------------------------- | -------------------------------- |
| Oberstleutnant | Joseph von Tannsten genannt Fleischmann | 29. Juli bis 3. Dezember 1917    |
| Oberstleutnant | Otto von Eyb                            | 03. Dezember 1917 bis Kriegsende |